# Рав-турай

Нарукавный знак различия (нашивка) воинского звания Рав-турай в сухопутных войсках и Военно-воздушных силах ВС Израиля.

Нарукавный шеврон в ВМФ Израиля

Рав-турай (ивр. רב טוראי‎), или рабат (ивр. רב"ט‎) — воинское звание в войсках и силах Армии обороны Израиля (Вооружённых силах Израиля).
Примерно соответствует российскому воинскому званию младшего сержанта или званию капрал в армиях большинства других вооружённых сил государств мира. Примерный перевод звания — «главный рядовой».

## История
При образовании государства Израиль многие звания в Армии обороны Израиля были разными для каждого рода войск. Так, в сухопутных войсках это звание имело наименование «рав-турай», в ВВС — «авираи мусмах» (ивр. אוויראי מוסמך‎ в переводе «уполномоченный лётчик»), во флоте — «рав-малах» (ивр. רב מלח‎ в переводе «главный матрос»).
В начале 1951 года в процессе реформы низшие звания во всех родах войск были стандартизованы по сухопутным войскам и получили общее название «рав-турай».

## Присвоение
Это звание присваивается солдатам боевых частей после 8 месяцев службы, а солдатам вспомогательных (не боевых) частей — после 10 месяцев. Военнослужащие, оканчивающие некоторые виды специальных курсов, получают это звание по окончании курса, вне зависимости от их армейского «стажа».
Солдат в звании «рабат» может быть командиром отделения в учебной части, но только после окончания специальных командирских курсов.